# لاوئنشتاین (زالتسهمندورف)
لاوئنشتاین (به آلمانی: Lauenstein) یک منطقهٔ مسکونی در آلمان است که در زالتسهمندورف واقع شده‌است. لاوئنشتاین ۲٬۰۸۳ نفر جمعیت دارد.